# Edward Furlong
Edward Walter Furlong (Glendale, Kalifornia, 1977. augusztus 2. –) amerikai színész, zenész.

## Gyermekkora és családja
Edward Walter Furlong néven született 1977. augusztus 2-án a kaliforniai Glendale-ben, Eleanor Torres fiaként.

## Pályafutása
A szakmai áttörést és világhírnevet a fiatal John Connor szerepe hozta meg számára az 1991-es Terminátor 2. – Az ítélet napja című filmben, Arnold Schwarzenegger társaként. Alakításáért Furlong Szaturnusz-díjat és MTV Movie Award-ot kapott. A következő évben az Amerikai szív című független filmben játszott Jeff Bridges oldalán. A szintén 1992-es Kedvencek temetője 2. újabb Szaturnusz-díj jelölést jelentett Furlongnak. Az 1993-as A mi házunk című drámában Kathy Bates színésznő mellett tűnik fel, Furlong alakításáért Young Artist Award-ot nyert.
További kritikai elismeréseket szerzett az 1998-as Amerikai história X című filmjével. Emlékezetesebb 1990-es évekbeli alakításai közé tartozik még a Kis Odessza – A bűn fészke (1994), az Agyrém (1994), A fűhárfa (1995), A gyanú árnyéka (1996) és a Kuki (1998). Az évtized során olyan színészekkel dolgozott együtt, mint Edward Norton, Meryl Streep, Liam Neeson és Christina Ricci. A filmezés mellett rövid időre zenészként is aktív Furlong 1991-ben jelentette meg Hold on Tight című albumát.
Fontosabb szerepet utoljára a Detroit Rock City (1999) és az Állati kiképzés (2000) című filmekben kapott. Rendőrségi ügyei és tárgyalásai, illetve visszatérő drog- és alkoholproblémái miatt karrierje a 2000-es évektől hanyatlásnak indult. Azóta túlnyomórészt alacsony költségvetésű, kizárólag DVD-n kiadott, felejthetőbb filmekben szerepel. 2006 és 2010 között visszatérő szereplőként tűnt fel a CSI: New York-i helyszínelők című sorozatban.

## Filmográfia

### Film
| Év   | Magyar cím                      | Eredeti cím                               | Szerep                          | Magyar hang           |
| ---- | ------------------------------- | ----------------------------------------- | ------------------------------- | --------------------- |
| 1991 | Terminátor 2. – Az ítélet napja | Terminator 2: Judgment Day                | John Connor                     | Minárovits Péter      |
| 1991 | Terminátor 2. – Az ítélet napja | Terminator 2: Judgment Day                | John Connor                     | Baráth István         |
| 1992 | Kedvencek temetője 2.           | Pet Sematary Two                          | Jeff Matthews                   | Haumann Máté          |
| 1992 | Amerikai szív                   | American Heart                            | Nick Kelson                     | Penke Bence           |
| 1993 | A mi házunk                     | A Home of Our Own                         | Shayne Lacey                    | Kolovratnik Krisztián |
| 1994 | Agyrém                          | Brainscan                                 | Michael Brower                  | Minárovits Péter      |
| 1994 | Kis Odessza – A bűn fészke      | Little Odessa                             | Reuben Shapira                  |                       |
| 1995 | A fűhárfa                       | The Grass Harp                            | Collin Fenwick                  | Hamvas Dániel         |
| 1996 | A gyanú árnyéka                 | Before and After                          | Jacob Ryan                      |                       |
| 1998 | Kuki                            | Pecker                                    | Pecker                          | Hamvas Dániel         |
| 1998 | Amerikai história X             | American History X                        | Daniel Vinyard                  | Hamvas Dániel         |
| 1999 | Detroit Rock City               | Detroit Rock City                         | Hawk                            | Simonyi Balázs        |
| 2000 | Állati kiképzés                 | Animal Factory                            | Ron Decker                      | Király Attila         |
| 2001 |                                 | Porn Star: The Legend of Ron Jeremy       | önmaga                          |                       |
| 2001 | Lovagok hőstette                | I Cavalieri Che Fecero L'impresa          | Simon di Clarendon              |                       |
| 2003 | Három vak egér                  | Three Blind Mice                          | Thomas Cross                    | Simonyi Balázs        |
| 2005 |                                 | Intermedio                                | Malik                           |                       |
| 2005 | A holló 4. – Gonosz ima         | The Crow: Wicked Prayer                   | Jimmy Cuervo / A Holló          | Csőre Gábor           |
| 2005 |                                 | Cruel World                               | Philip Markham                  |                       |
| 2005 |                                 | Venice Underground                        | Gary                            |                       |
| 2006 |                                 | Jimmy and Judy                            | Jimmy Wright                    |                       |
| 2006 | Angyali démonok                 | The Visitation                            | Brandon Nichols                 |                       |
| 2006 |                                 | Nice Guys / High Hopes                    | Tye                             |                       |
| 2006 |                                 | The Covenant: Brotherhood of Evil / Canes | David Goodman                   |                       |
| 2006 |                                 | Warriors of Terra                         | Chris                           |                       |
| 2007 | Élet és halál                   | Living & Dying                            | Sam                             | Hamvas Dániel         |
| 2008 | Rendezte: a Halál               | Dark Reel                                 | Adam Waltz                      | Dányi Krisztián       |
| 2009 |                                 | Stoic                                     | Harry Katish                    |                       |
| 2009 |                                 | Darfur / Attack on Darfur                 | Adrian Archer                   |                       |
| 2009 | A démonok éjszakája             | Night of the Demons                       | Colin Levy                      |                       |
| 2010 |                                 | Kingshighway                              | Dino Scarfino                   |                       |
| 2011 | Zöld darázs                     | The Green Hornet                          | Mr. Tupper                      | Előd Botond           |
| 2011 |                                 | This Is Not a Movie                       | Pete Nelson                     |                       |
| 2011 | A kórboncnok                    | The Mortician                             | Petrovsky                       |                       |
| 2011 |                                 | Below Zero                                | Jack/Frank                      |                       |
| 2011 |                                 | Witness Insecurity / Absolute Killers     | Johnny                          |                       |
| 2011 |                                 | Tequila                                   | Smith                           |                       |
| 2012 |                                 | For The Love of Money                     | Tommy                           |                       |
| 2012 |                                 | Crave                                     | Ravi                            |                       |
| 2012 |                                 | Paranormal Abduction                      | Frank                           |                       |
| 2013 |                                 | Matt's Chance                             | Matt                            |                       |
| 2013 |                                 | The Zombie King                           | Samuel Peters / The Zombie King |                       |
| 2013 |                                 | Assault on Wall Street                    | Sean                            |                       |
| 2013 |                                 | Awakened                                  | Thomas Burton                   |                       |
| 2014 |                                 | Stitch                                    | Marsden                         |                       |
| 2014 |                                 | The Last Light                            | Noah                            |                       |
| 2014 |                                 | Aftermath                                 | Brad                            |                       |
| 2015 |                                 | A Perfect Vacation                        | Berto                           |                       |
| 2016 |                                 | A Winter Rose                             | Willy                           |                       |
| 2017 |                                 | The Reunion                               | Skip                            |                       |

### Televízió
| Év        | Magyar cím                        | Eredeti cím                    | Szerep                          | Megjegyzések                                |
| --------- | --------------------------------- | ------------------------------ | ------------------------------- | ------------------------------------------- |
| 1991      | Saturday Night Live               | Saturday Night Live            | John Connor                     | 1 epizód                                    |
| 1992      |                                   | The Tonight Show with Jay Leno | önmaga                          | 1 epizód                                    |
| 1993      |                                   | Late Night with Conan O'Brien  | önmaga                          | 1 epizód                                    |
| 2001      |                                   | The Andy Dick Show             | önmaga                          | 1 epizód                                    |
| 2003      |                                   | V Graham Norton                | önmaga                          | 1 epizód                                    |
| 2006–2010 | CSI: New York-i helyszínelők      | CSI: NY                        | Shane Casey                     | 5 epizód                                    |
| 2012      | Póktámadás                        | Arachnoquake                   | Charlie                         | - tévéfilm - magyar hangja: - Mészáros Máté |
| 2012      | Észlelés                          | Perception                     | Pete                            | 1 epizód                                    |
| 2012      | Glades – Tengerparti gyilkosságok | The Glades                     | Way N.E. Bey / Wayne Balldinger | 1 epizód                                    |
| 2015–2017 |                                   | Star Trek: Renegades           | Fixer                           | 2 epizód                                    |

## Díjak és jelölések
| Év   | Díj                                 | Kategória                                       | Jelölt mű                              | Eredmény |
| ---- | ----------------------------------- | ----------------------------------------------- | -------------------------------------- | -------- |
| 1992 | MTV Movie Awards                    | legjobb feltörekvő színész                      | Terminátor 2. – Az ítélet napja (1991) | Elnyerte |
| 1992 | Szaturnusz-díj                      | legjobb fiatal színész                          | Terminátor 2. – Az ítélet napja (1991) | Elnyerte |
| 1993 | Szaturnusz-díj                      | legjobb fiatal színész                          | Kedvencek temetője 2. (1992)           | Jelölve  |
| 1994 | Independent Spirit díj              | legjobb férfi mellékszereplő                    | Amerikai szív (1992)                   | Jelölve  |
| 1994 | Young Artist Award                  | legjobb fiatal férfi főszereplő mozifilmben     | ''A mi házunk (1993)                   | Elnyerte |
| 1994 | Young Artist Award                  | kiemelkedő fiatal szereplőgárda mozifilmben     | ''A mi házunk (1993)                   | Jelölve  |
| 1998 | Awards Circuit Community Awards     | legjobb férfi főszereplő                        | Amerikai história X (1998)             | Jelölve  |
| 1999 | Young Artist Award                  | legjobb fiatal férfi mellékszereplő mozifilmben | Amerikai história X (1998)             | Jelölve  |
| 2012 | Hoboken International Film Festival | legjobb színész                                 | Below Zero (2011)                      | Jelölve  |

## Fordítás
- Ez a szócikk részben vagy egészben  az   Edward Furlong című angol Wikipédia-szócikk ezen változatának fordításán alapul.  Az eredeti cikk szerkesztőit annak laptörténete sorolja fel. Ez a jelzés csupán a megfogalmazás eredetét és a szerzői jogokat jelzi, nem szolgál a cikkben szereplő információk forrásmegjelöléseként.